# 国际西藏网络
国际西藏网络（英語：International Tibet Network）是一家成立于2000年的非营利组织，是与西藏有关的非政府组织的全球联盟。其目的是在全世界范围内最大化发挥西藏运动的作用，西藏网络致力于提高单个组织成员的能力、开展战略性协调运动，并鼓励成员组织间加强合作。
西藏网络成员将非暴力作为西藏斗争的基本原则，将西藏视为被占领国，并承认西藏流亡政府是西藏人民的唯一合法政府。除这些原则外，西藏网络尊重成员组织的各种观点与意见，如关于西藏未来的政治地位等。

## 历史
国际西藏网络成立于2000年，要求释放第十四世达赖喇嘛选定的第11世班禅更登确吉尼玛，西藏网络称其为最年轻的政治犯。
2004年，在雅典夏季奥运会闭幕式前，6名西藏网络成员展开一面有5个弹孔（代替奥运五环）的黑旗，并向主体育场游行，中途被警察扣押。
2008年，国际西藏网络在国际奥委会总部外组织示威，要求将西藏地区排除在奥运圣火传递之外，并要求奥委会对2008年西藏骚乱发表声明。